# Hypochaeris spathulata
Hypochaeris spathulata là một loài thực vật có hoa trong họ Cúc. Loài này được (J.Rémy) Reiche mô tả khoa học đầu tiên.